# Xunwu
Xunwu, tidigare romaniserat Sünwu, är ett härad som lyder under Ganzhous stad på prefekturnivå i Jiangxi-provinsen i södra Kina. Häradet är beläget i det sydöstligaste hörnet av provinsen på gränsen till Fujian- och Guangdong-provinserna.
Under första hälften av 1930-talet ingick häradet Xunwu i den Kinesiska sovjetrepubliken. 1930 skrev Mao Zedong en uppmärksammad rapport om förhållandena i häradet (寻乌调查).